# Santa Adelaida de Borgonya
Adelaida de Borgonya (Orbe, Alta Borgonya, 931 – Seltz, Alsàcia, 16 de desembre de 999) va ser emperadriu consort, esposa d'Otó I del Sacre Imperi Romanogermànic i regent; va tenir una gran influència política a l'Europa del seu temps. És venerada com a santa per l'Església catòlica.

## Vida

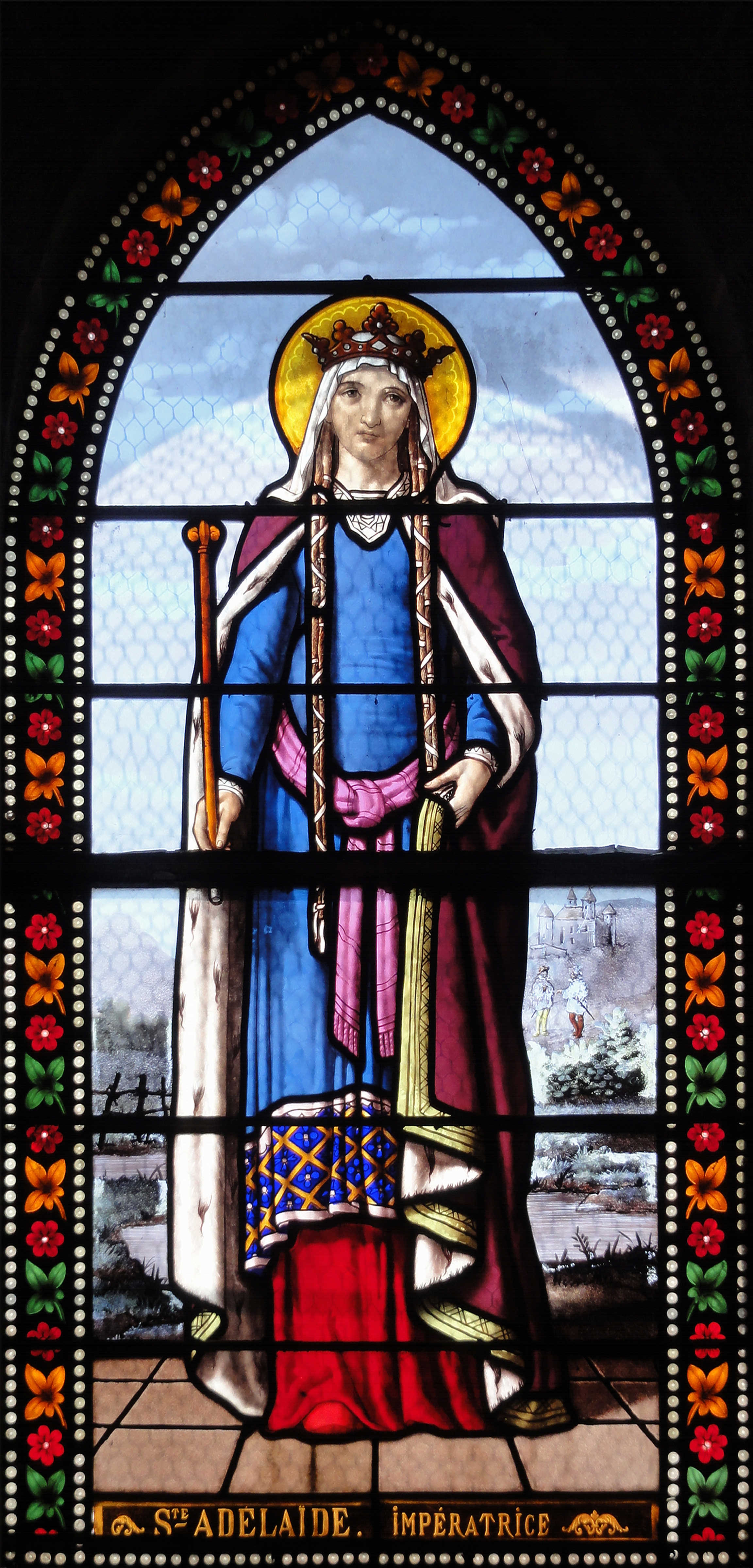
Vitrall de la reina del s. XIX

### Primers anys
Nascuda al castell d'Orbe, al regne d'Alta Borgonya (actualment a Suïssa) el 931, filla de Rodolf II de Borgonya, membre de l'antiga casa de Welf, i de Berta de Suàbia. Es casà molt jove, als quinze anys, amb Lotari II, rei nominal d'Itàlia, fill d'Hug de Provença, rival del seu pare per la corona italiana, per una de les clàusules del tractat per tal de signar la pau entre ambdós. Segons una crònica, el seu sogre, Hug d'Arle la va deshonrar abans que arribés a consumar el matrimoni amb el fill.
El seu matrimoni, tanmateix, només durà catorze anys. En el transcurs d'aquests anys, la mare d'Adelaida es tornà a casar, aquesta vegada amb Hug de Provença. No obstant això, apareix en escena Berenguer, marquès d'Ivrea, que reclama per a sí el regne d'Itàlia i obligà a Hug a abdicar en favor del seu fill Lotari. Després del seu ascens al tron del seu fill, aquest morí enverinat el 22 de novembre de 950, es creu que de la mà de Berenguer, que tres setmanes més tard de la mort del rei es feu amb el control d'Itàlia i es feu coronar rei a Pavia. Poc després de la mort de Lotari, el nou rei li proposà de casar-se amb el seu fill, Adalbert, però Adelaida s'hi negà constantment.

### Emperadriu
A causa de la seva negativa a Berenguer, fou empresonada al castell de Garda, vora el llac homònim. Fou rescatada per un sacerdot anomenat Martí, que cavà un passatge subterrani per on escapà Adelaida. Romangué al bosc amagada amb el suport del seu salvador. Ben aviat, Alberto Uzzo, duc de Canossa, que s'havia assabentat del rescat, vingué a cercar i dur-la fins al seu castell. Els nobles italians estaven cansats de Berenguer i convidaren a Otó de Saxònia a envair Itàlia. Gràcies a això, la resistència fou mínima i Otó derrotà a Berenguer, per arribar, finalment, a Canossa, on Adelaida i Otó es conegueren. Ambdós es casaren el 25 de desembre de 951 a Pavia.
El matrimoni no donà drets a Otó sobre Itàlia, però l'entusiasme dels italians per Adelaida, amb una trajectòria tan romàntica, feu que el seu nou marit no tingués problema en posar el regne d'Itàlia sota el seu control. A més, Adelaida, que s'havia traslladat amb el seu espòs el 952 a Alemanya, també fou molt popular entre els súbdits d'Otó. Anys més tard, el papa Joan XII coronà a Otó I com a sacre emperador romà el 2 de febrer de 962 a Roma, i, trencant la tradició, també coronà emperadriu a Adelaida. Ja declarada com a emperadriu romana destacà com a persona molt pietosa, en ella fou comuna la pràctica de bones obres i de la caritat amb els pobres. Feu servir la seva influència per protegir l'Església i fer obres de caritat: va edificar esglésies i hospitals i va afavorir l'expansió de la reforma de l'orde de Cluny.

### Regència
Va tornar a quedar vídua el 973. Es va allunyar de la cort durant el regnat del seu fill Otó II a causa de la mala relació amb la seva jove Teòfana Esclerena, que va aconseguir que la reina mare fos expulsada de la cort en 978. Es va reconciliar amb el seu fill cap al 983, quan Otó II la nomenà virreina a Itàlia. El mateix any, però, morí Otó i, encara que va ser nomenada corregent de l'encara petit Otó III, Teofània, l'altra corregent va fer-la abdicar i la va desterrar. En morir Teofània, el 991, va tornar i va exercir com a regent fins al 995, que Otó III va assolir la majoria d'edat. L'ajudà en la regència el bisbe de Magúncia san Willigis.
Des de llavors, Adelaida es va dedicar a les obres de caritat i a la fundació de monestirs i esglésies. Es va retirar a l'abadia de Seltz, que ella mateixa havia fundat el 991. No va professar-hi com a monja, però hi visqué com una religiosa més, seguint-ne la regla monàstica. Hi va morir el 16 de desembre de 999.

## Veneració
Sebollida a la mateixa abadia, les seves relíquies van ser traslladades el 1307, quan una inundació va destruir-la, a l'església parroquial de Seltz, on són encara avui. És venerada, especialment a Alemanya, com a santa. La seva festivitat és el 16 de desembre.